# Isabella Lubrano
Isabella Lubrano Paes Manso (São Paulo, 24 de julho de 1989) é uma jornalista e influenciadora digital brasileira, idealizadora do canal Ler Antes de Morrer, no YouTube.
Formou-se em Direito pela Universidade de São Paulo no ano de 2012 e em Jornalismo na Faculdade Cásper Líbero em 2013. Criou o canal Ler Antes de Morrer em 2014, com o objetivo de promover o hábito de leitura .
Foi duas vezes indicada ao Prêmio Jabuti   pela contribuição à formação de novos leitores.

## Prêmios e indicações
| Ano  | Premiação                        | Categoria                  | Colocação      | Resultado |
| ---- | -------------------------------- | -------------------------- | -------------- | --------- |
| 2019 | Prêmio Jabuti                    | Fomento à leitura          | Semi-Finalista | Indicado  |
| 2018 | Prêmio Jabuti                    | Formação de Novos Leitores | Finalista      | Indicado  |
| 2018 | Prêmio IPL - Retratos da Leitura | Mídia                      | Finalista      | Indicado  |